# Opisthothylax immaculatus
Genre
Espèce
Synonymes
- Megalixalus immaculatus Boulenger, 1903

Statut de conservation UICN

 LC  : Préoccupation mineure
Opisthothylax immaculatus, unique représentant du genre Opisthothylax, est une espèce d'amphibiens de la famille des Hyperoliidae.

## Répartition
Cette espèce se rencontre :
- dans le sud-est du Nigeria ;
- dans le sud du Cameroun ;
- en Guinée équatoriale ;
- au Gabon ;
- en République démocratique du Congo, dans la province du Kongo-Central.

Sa présence est incertaine en République du Congo, en Angola et en République centrafricaine.

## Publications originales
- Boulenger, 1903 : Batraciens de la Guinée espagnole. Memorias de la Real Sociedad Española de Historia Natural, vol. 1, p. 61-64 (texte intégral).
- Perret, 1966 : Les amphibiens du Cameroun. Zoologische Jahrbücher, Abteilung für Systematik, Ökologie und Geographie, Jena, vol. 93, p. 289-464.